# Estádio Universitário Pedro Pedrossian
Het Estádio Universitário Pedro Pedrossians of beter bekend als het Morenão is een voetbalstadion in de Braziliaanse stad Campo Grande, in de staat Mato Grosso do Sul. Het is een van de tien grootste stadions van het land en dat terwijl geen van de clubs ook maar enige rol van betekenis speelt op nationaal niveau.

## Geschiedenis
het stadion werd in 1971 geopend met een galawedstrijd tussen Flamengo en Corinthians. Buião van Flamengo scoorde er het eerst doelpunt. Het meeste aantal toeschouwers kwamen op 23 februari 1978 toen 38.122 toeschouwers zagen hoe Operário Palmeiras met 2-0 versloeg.
De stad wou het stadion voordragen als speelstadion voor het WK 2014 en daarvoor grote veranderingen doorvoeren maar Campo Grande werd niet verkozen tot speelstad. De bijnaam Morenão dankt het vanwege de bijnaam van de stad Cidade Morena.

## Interlands
| №  | Datum           | Wedstrijd            | Uitslag | Competitie           | Toeschouwers |
| -- | --------------- | -------------------- | ------- | -------------------- | ------------ |
| 1. | 14 oktober 2009 | Brazilië – Venezuela | 0 – 0   | Kwalificatie WK 2010 | 23.746       |